# Tupaiidae
I Tupaidi (Tupaiidae Gray, 1825) sono una delle due famiglie che costituiscono l'ordine degli Scandenti. Comprende quasi tutte le specie di tupaie, a eccezione della tupaia dalla coda pennata, classificata nell'altra famiglia dell'ordine, gli Ptilocercidi. Vivono in un areale che si estende dall'India occidentale fino a Mindanao nelle Filippine, dalla Cina meridionale fino a Giava, compresa la maggior parte delle isole dell'Arcipelago Malese.

## Classificazione
La sistematica in passato le inserì nell'ordine dei Primates, sottordine Prosimii (proscimmie), superfamiglia Lemuroidea, famiglia Tupaiideae.
Recentemente la filogenetica molecolare le ha dato un posto a sé stante, come famiglia dell'ordine degli Scandentia.
|  | Rodentia   |
|  |            |
|  | Lagomorpha |
|  |            |

|  | Dermoptera                                                     |
|  |                                                                |
|  | \| \| †Plesiadapiformes \| \| \| \| \| \| Primates \| \| \| \| |
|  |                                                                |
|  | †Plesiadapiformes                                              |
|  |                                                                |
|  | Primates                                                       |
|  |                                                                |

|  | †Plesiadapiformes |
|  |                   |
|  | Primates          |
|  |                   |

|  | Dermoptera                                                     |
|  |                                                                |
|  | \| \| †Plesiadapiformes \| \| \| \| \| \| Primates \| \| \| \| |
|  |                                                                |
|  | †Plesiadapiformes                                              |
|  |                                                                |
|  | Primates                                                       |
|  |                                                                |

|  | †Plesiadapiformes |
|  |                   |
|  | Primates          |
|  |                   |

|  | Rodentia   |
|  |            |
|  | Lagomorpha |
|  |            |

|  | Dermoptera                                                     |
|  |                                                                |
|  | \| \| †Plesiadapiformes \| \| \| \| \| \| Primates \| \| \| \| |
|  |                                                                |
|  | †Plesiadapiformes                                              |
|  |                                                                |
|  | Primates                                                       |
|  |                                                                |

|  | †Plesiadapiformes |
|  |                   |
|  | Primates          |
|  |                   |

|  | Dermoptera                                                     |
|  |                                                                |
|  | \| \| †Plesiadapiformes \| \| \| \| \| \| Primates \| \| \| \| |
|  |                                                                |
|  | †Plesiadapiformes                                              |
|  |                                                                |
|  | Primates                                                       |
|  |                                                                |

|  | †Plesiadapiformes |
|  |                   |
|  | Primates          |
|  |                   |

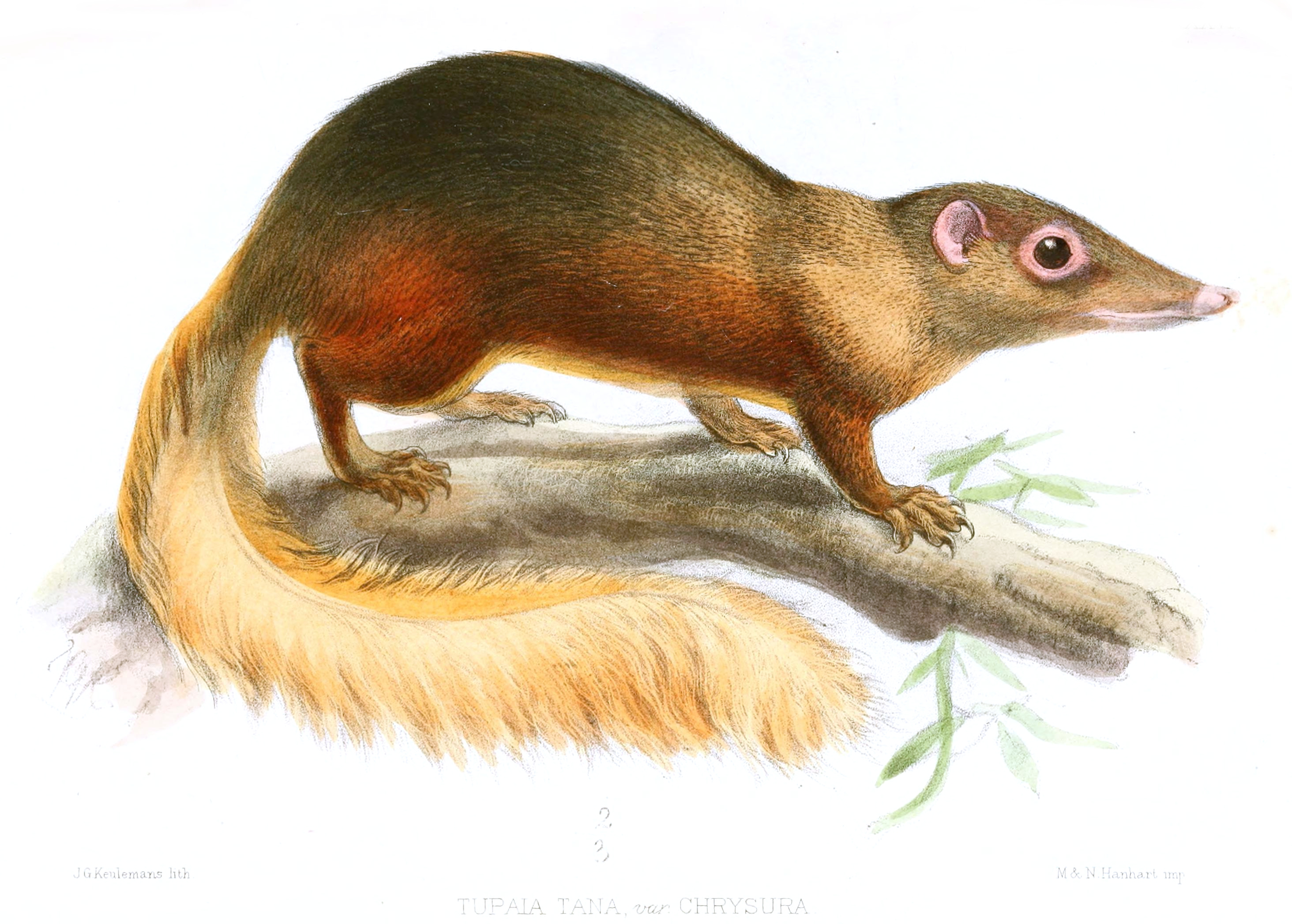
Tupaia tana

I Tupaidi comprendono 19 specie, suddivise in quattro generi. 
- Genere Anathana Lyon, 1913
  - Anathana ellioti (Waterhouse, 1850) - tupaia indiana.
- Genere Dendrogale Gray, 1848
  - Dendrogale melanura (Thomas, 1892) - tupaia di monte del Borneo;
  - Dendrogale murina (Schlegel e Müller, 1843) - tupaia di monte settentrionale.
- Genere Tupaia Raffles, 1821
  - Tupaia belangeri (Wagner, 1841) - tupaia settentrionale;
  - Tupaia chrysogaster Miller, 1903 - tupaia delle Mentawai;
  - Tupaia dorsalis Schlegel, 1857 - tupaia striata;
  - Tupaia glis (Diard, 1820) - tupaia comune;
  - Tupaia gracilis Thomas, 1893 - tupaia gracile;
  - Tupaia javanica Horsfield, 1822 - tupaia di Giava;
  - Tupaia longipes (Thomas, 1893) - tupaia dai piedi lunghi;
  - Tupaia minor Günther, 1876 - tupaia pigmea;
  - Tupaia moellendorfi Matschie, 1898 - tupaia delle Calamian;
  - Tupaia montana Thomas, 1892 - tupaia di montagna;
  - Tupaia nicobarica (Zelebor, 1869) - tupaia delle Nicobare;
  - Tupaia palawanensis Thomas, 1894 - tupaia di Palawan;
  - Tupaia picta Thomas, 1892 - tupaia di pianura;
  - Tupaia splendidula Gray, 1865 - tupaia dalla coda rossa;
  - Tupaia tana Raffles, 1821 - tana.
- Genere Urogale Mearns, 1905
  - Urogale everetti Thomas, 1892 - tupaia delle Filippine.